# Ingalls Park
Ingalls Park es un lugar designado por el censo ubicado en el condado de Will en el estado estadounidense de Illinois. En el Censo de 2010 tenía una población de 3314 habitantes y una densidad poblacional de 1.135,35 personas por km².

## Geografía
Ingalls Park se encuentra ubicado en las coordenadas 41°31′13″N 88°2′5″O / 41.52028, -88.03472. Según la Oficina del Censo de los Estados Unidos, Ingalls Park tiene una superficie total de 2.92 km², de la cual 2.92 km² corresponden a tierra firme y (0%) 0 km² es agua.

## Demografía
Según el censo de 2010, había 3314 personas residiendo en Ingalls Park. La densidad de población era de 1.135,35 hab./km². De los 3314 habitantes, Ingalls Park estaba compuesto por el 77.07% blancos, el 7.63% eran afroamericanos, el 0.91% eran amerindios, el 0.51% eran asiáticos, el 0% eran isleños del Pacífico, el 10.47% eran de otras razas y el 3.41% pertenecían a dos o más razas. Del total de la población el 32.47% eran hispanos o latinos de cualquier raza.